# Limea loscombii
Limea loscombii är en musselart som först beskrevs av Sowerby 1824.  Limea loscombii ingår i släktet Limea, och familjen filmusslor. Arten är reproducerande i Sverige.